# Wasyliwka (rejon zaporoski)
Wasyliwka (ukr. Василівка) – wieś na Ukrainie, w obwodzie zaporoskim, w rejonie zaporoskim, w hromadzie Pawliwśke. W 2001 liczyła 61 mieszkańców, spośród których 52 wskazało jako ojczysty język ukraiński, 8 rosyjski, a 1 ormiański.